# Polmone del contadino

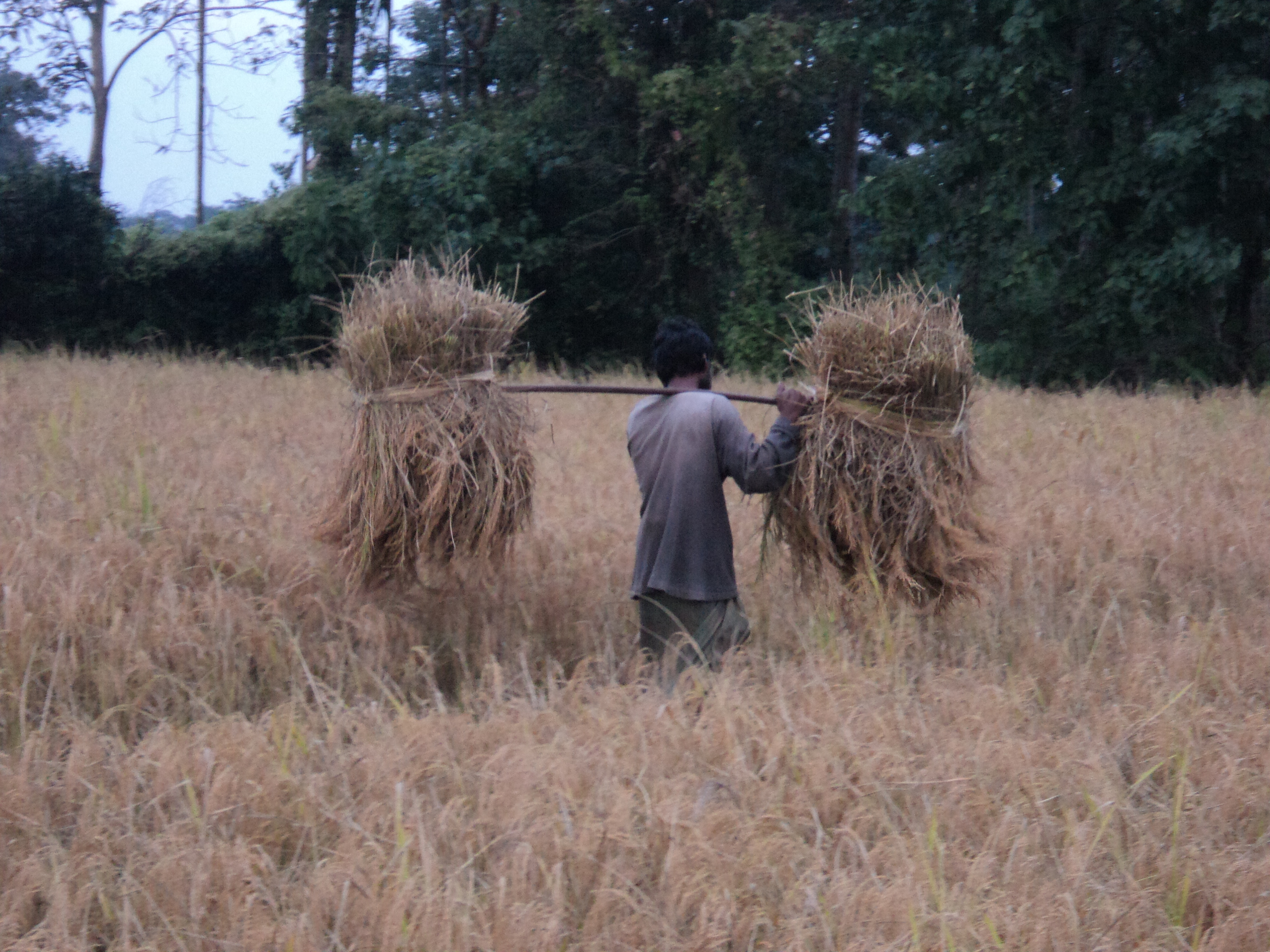
Un contadino dell'Assam, India, trasporta due covoni di fieno, una delle fonti dell'ipersensibilità alla base della patologia

Il polmone del contadino è una polmonite da ipersensibilità indotta dall'inalazione di polveri di natura biologica derivanti da polveri di fieno o spore di muffe o altri prodotti agricoli. L'inalazione provoca una risposta infiammatoria di ipersensibilità di tipo III e può progredire fino a diventare una condizione cronica considerata potenzialmente pericolosa.

## Sintomatologia
- Stadio acuto: dopo quattro-otto ore dall'esposizione agli allergeni compaiono sintomi come mal di testa, tosse irritativa e mancanza di respiro durante lo sforzo fisico.[3]
- Stadio subacuto: i sintomi persistono senza ulteriore esposizione e aumentano di gravità. I sintomi comprendono: mancanza di respiro durante lo sforzo, tosse cronica, debolezza fisica, febbre e sudorazione occasionali, diminuzione dell'appetito, dolori.
- Stadio cronico: gli effetti debilitanti sono ora considerati a lungo termine. I sintomi includono: grave mancanza di respiro, tosse cronica, debolezza fisica, febbre occasionale e sudorazione notturna, diminuzione dell'appetito e dolori diffusi.

Negli attacchi acuti, i sintomi imitano la polmonite o l'influenza. Negli attacchi cronici, esiste la possibilità che la vittima subisca uno shock e che ciò possa causarne il decesso.

## Eziologia
Il polmone del contadino si verifica perché l'esposizione ripetuta agli antigeni presenti nelle spore della muffa del fieno, dei raccolti e dei mangimi per animali, innesca una reazione allergica all'interno del sistema immunitario dell'agricoltore. I meccanismi di difesa del corpo si presentano come sintomi del raffreddore e simil-influenzali che si verificano in individui che sperimentano reazioni acute o croniche.
Le spore di muffa vengono inalate e provocano la creazione di anticorpi IgE che circolano nel sangue; questo tipo di risposta immunitaria è molto spesso scatenata dall'esposizione ad actinomiceti termofili (più comunemente Saccharopolyspora rectivirgula), che generano anticorpi di tipo IgG. A seguito di una successiva esposizione, gli anticorpi IgG combinati con l'allergene inalato formano immunocomplessi nelle pareti degli alveoli nei polmoni. Ciò causa l'accumulo di liquidi, proteine e cellule nella parete alveolare che rallenta lo scambio di gas nel sangue e compromette la funzione polmonare. Dopo esposizioni multiple, sono necessari sempre meno antigeni per innescare la reazione nel polmone.
L'incapacità di riconoscere la causa dei sintomi può portare a un danno polmonare permanente.

## Prevenzione
La malattia polmonare del contadino è permanente e non può essere curata, quindi per prevenire l'insorgenza delle fasi successive, agricoltori ed allevatori dovrebbero informare il proprio medico della loro occupazione e se è presente muffa nel loro ambiente di lavoro. La prevenzione di questa malattia respiratoria può essere facilitata attraverso la ventilazione delle aree di lavoro, l'asciugatura dei materiali e l'uso di una maschera quando si lavora in aree ristrette con fieno o colture ammuffite.

## Diagnosi
La diagnosi del polmone del contadino è difficile a causa della sua somiglianza con i sintomi del raffreddore e dell'influenza. I medici possono fare diagnosi di "polmone del contadino" alle seguenti condizioni:
- il paziente mostra una storia clinica di sintomi quali tosse, febbre e respiro affannoso se esposto a muffe nell'ambiente di lavoro;[7]
- la presenza di pneumopatia diffusa nei casi cronici;
- la presentazione di anticorpi quando esposti ad actinomiciti termofili.

Gli esami diagnostici possono includere:
- esame del sangue;[3]
- radiografia del torace;[3]
- somministrazione di un test della capacità respiratoria;[3]
- spirometria;[3]
- esame del tessuto polmonare;[3]
- indagine immunologica;[3]
- test di funzionalità polmonare;[3]
- revisione della storia clinica.[3]

## Prognosi e terapia
A seconda della gravità dei sintomi, la polmonite può durare da una a due settimane o può perdurare per il resto della vita. La patologia acuta offre la possibilità di essere trattata perché l'ipersensibilità agli antigeni non si è ancora sviluppata. Le principali opzioni di trattamento sono: riposo e riduzione dell'esposizione agli antigeni attraverso maschere e aumento del flusso d'aria negli spazi ristretti in cui sono presenti gli antigeni. Qualsiasi esposizione agli antigeni, una volta che l'ipersensibilità è stata elicitata, può scatenare un'altra reazione cronica. Per la condizione cronica, non esistono veri trattamenti perché il paziente ha sviluppato ipersensibilità, il che significa che la condizione durerà per il resto della propria vita.

## Epidemiologia

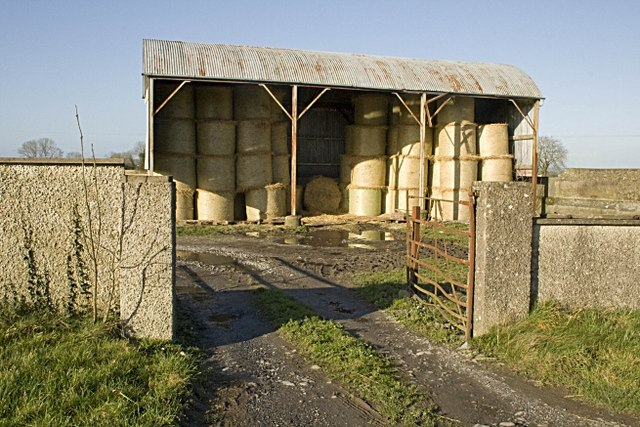
Un deposito di fieno.

La crescita delle spore della muffa si verifica quando il fieno non viene essiccato correttamente. La crescita di queste spore di muffa si accumula nel tempo e infetta l'ospite al momento del rilascio dalla fonte. Quando è nell'aria, l'agricoltore può inalare le particelle e indurre una reazione allergica. Il fieno a rischio di aumento dei volumi di spore si trova in fondo al cumulo. La presenza della malattia polmonare del contadino raggiunge il picco durante la fine dell'inverno e l'inizio della primavera e si osserva principalmente dopo la stagione del raccolto, quando i sintomi si sono già manifestati. Questa malattia è più diffusa nei climi umidi.